# 貝津鎮區 (堪薩斯州內斯縣)
貝津鎮區（英語：Bazine Township）為美國堪薩斯州內斯縣轄下的鎮區。2010年美国人口普查中該鎮區人口有454人。

## 地理
貝津鎮區涵蓋總面積為311.75平方（120.37平方英里），其中311.74平方（120.36平方英里）為陸地，0平方（0平方英里）或0%為水域。海拔高度655（2,149英尺）。

## 人口統計
根據2010年美國人口普查，貝津鎮區人口有454人，住房255戶，人口密度為1.46人/每平方公里。此鎮區居民之種族中，白人有394人，非裔美國人有6人，美洲原住民有0人，亞裔美國人有8人，太平洋島裔美國人有0人，其他種族有41人，混血種族則有5人。此外此鎮區有86人為西班牙裔或拉丁裔美國人。

## 交通

### 主要公路
- 96號堪薩斯州州道